# Wagner Free Institute of Science

Façade du musée (2000).

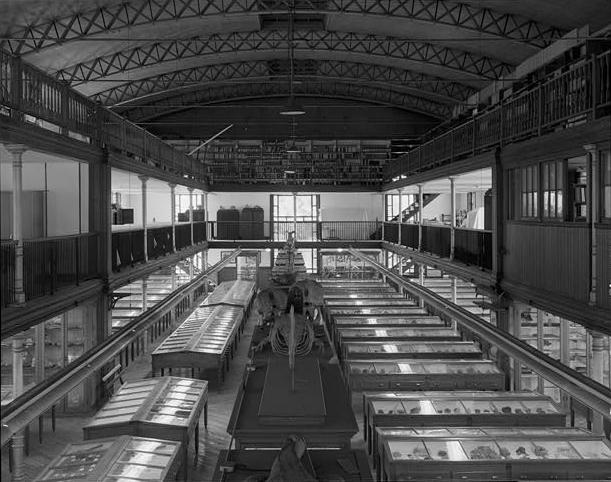
Vue intérieure (2000).

Le Wagner Free Institute of Science est un musée d'histoire naturelle situé dans la ville de Philadelphie, en Pennsylvanie. Fondée en 1855, l'institution tire son nom du philanthrope William Wagner (en) (1796–1885), qui désirait offrir des cours gratuits à tous ceux qui cherchaient à apprendre des choses sur le monde vivant.
Le musée continue aujourd'hui à réaliser les souhaits originels de Wagner, à savoir des cours de sciences gratuits, tout en fonctionnant comme une bibliothèque, une salle de conférence et un musée. Pour cette raison, il ressemble aujourd'hui encore beaucoup à ce qu'il était au XIXe siècle, bien que les quartiers nord de la ville (le North Philadelphia (en)) aient perdu de leur opulence, qui protégeait le musée. En raison de sa localisation éloignée du centre de la ville, le musée a aujourd'hui sombré dans un relatif anonymat, et est inconnu de nombreux habitants de la ville.